# Świętość życia
Świętość życia – postulowana w bioetyce i teologii samoistna, nienaruszalna wartość wewnętrzna życia ludzkiego.
Pojęcie świętości życia jako samoistnej wartości wewnętrznej przypisywanej życiu człowieka rozumnego wiąże się z przypisywaniem samemu życiu ludzkiemu dobra. Życie jest dobre po prostu jako życie, od „momentu zapłodnienia aż do naturalnej śmierci”, niezależnie od tego, kiedy następuje animacja. Uznanie życia za dobre nie wymaga żadnych innych, zewnętrznych, argumentów. Nie wynika wobec tego z nadania mu takiej wartości przez człowieka ani także z innych wartości.
Przyjęcie świętości życia oznacza uznanie wartości życia niezależnie od jakości życia. Nie zależy również od użyteczności tego życia.
Świętość życia ludzkiego rozpatrywać można w dwóch ujęciach: świeckim i religijnym.

## Ujęcie religijne
Częściej spotyka się religijne ujęcie świętości życia ludzkiego, zwłaszcza w nauczanie Kościoła katolickiego. Pisze o niej Jan Paweł II w encyklice Evangelium Vitae. Uznaje on życie człowieka rozumnego za „rzeczywistość świętą”, za pełen miłości dar Boga, którego człowiek jest tylko depozytariuszem. Staje on wobec tego w obowiązku rozumnego dysponowania tym darem, doskonaląc swe życie dzięki miłości skierowanej ku Bogu i innym ludziom. Co więcej, poprzez akt wcielenia Jezus Chrystus zjednoczył naturę boską i ludzką, złączył się z każdym człowiekiem, wobec czego każdy człowiek stanowi wyjątkową osobę o wielkiej wartości. Ponadto Bóg współuczestniczy w akcie małżeńskim
(współżyciu), rozpoczynając istnienie nowej osoby.
O świętości życia z religijnego, katolickiego punktu widzenia traktuje również kościelna Instrukcja dla rodzącego się życia i godności jego przekazywania. W jej ujęciu życie człowieka od początku swego istnienia domaga się stwórczego działania Boga, a także stanowi odblask świętości tegoż. Istnienie jednostki wymaga tutaj powierzenia się Stwórcy, jedynego pana tego życia. Człowiek ma prawo do życia, ale nie ma prawa do pozbawiania go. Karta pracowników służby zdrowia również wyrażająca nauczanie Kościoła katolickiego podkreśla wyjątkowość i godność ludzką każdego człowieka, odwołując się do stworzenia, podczas którego Bóg ofiarowuje powstającemu człowiekowi coś z Siebie. Każdy człowiek jest więc chciany przez Boga, jest osobą, posiadając godność przedmiotu i wartość celu, którego nie można użyć jako środka do osiągnięcia innych celów. Ujęcie to odmawia bycia osobą innym bytom. Odmawia też komukolwiek poza Bogiem prawa do decydowania o życiu, czy to swoim, czy innej osoby, uznając takie postępowanie za uzurpację praw należnych na wyłączność Bogu.
Świadkowie Jehowy życie uważają za cenny dar od Boga i dlatego należy dbać o własne i cudze życie oraz zdrowie. Uważają, że życie jest święte, dlatego kategorycznie wystrzegają się palenia i zażywania tytoniu, zażywania narkotyków i innych środków odurzających, odrzucają niebezpieczne i brutalne sporty, nigdy nie wolno im narażać na niebezpieczeństwo siebie i innych, nie mogą czuć nienawiści do innych (m.in. nie uczestniczą w konfliktach zbrojnych i odmawiają odbycia służby wojskowej). Nie mogą być okrutni dla zwierząt ani zabijać ich dla rozrywki. Niedopuszczalne ich zdaniem jest również pozbawianie życia nienarodzonego dziecka oraz rozmyślne odebranie życia przez eutanazję.

## Ujęcie świeckie
Świecka koncepcja świętości życia człowieka pojawia się w pracach Ronalda Dworkina. Definiuje on świętość jako dobro cenne samo w sobie, nie ze względu na żadne wynikające zeń korzyści, a przez to domagające się ochrony. Wartość taką Dworkin przypisuje bytom niepowtarzalnym. Ceni więc dzieła sztuki, gatunki organizmów żywych, a także każdego osobnika człowieka rozumnego, niepowtarzalne jak dzieła sztuki. W przeciwieństwie do ujęcia kościelnego uznaje on za wyznacznik osoby świadome preferencje, tak więc nie każdego człowieka w sensie definicji opisowej uważa za osobę. Jednakże postuluje wartość moralną istnienia preosobowego osobnika człowieka rozumnego, ze względu na jego niezastępowalność.
Ze świeckiego punktu widzenia życie ludzkie nie musi więc być dziełem stwórczej miłości Boga, by mogło być święte. Nie ma żadnych przeszkód dla uznania za święte wytworów ewolucji biologicznej, jak też wspólnych wytworów tejże i kultury (wiązanie natury i kultury). Tak więc życie każdego człowieka stanowi wartość moralną, nie można go więc niszczyć bez istotnego powodu. Nawet gdy nie narusza to niczyich praw, niszczenie życia człowieka stanowi zło. Co więcej, ze świętości życia wypływa obowiązek kultywowania życia, choćby przez wzbogacanie go znaczeniami wywodzącymi się z kultury, które nadają istnieniu całościowy sens.

## Świętość a początek życia
Zasada świętości życia ludzkiego wykorzystywana jest w debacie na temat dopuszczalności aborcji. Stanowi w nauczaniu Kościoła katolickiego, obok argumentu z moralnej ostrożności, uzasadnienie przyznania praw człowiekowi rozumnemu od początku jego istnienia jako organizmu żywego, a więc od zapłodnienia. Zygocie przyznaje takie same prawa, jak dorosłemu człowiekowi. Oznacza to sprzeciw wobec aborcji, którą uznaje się za świętokradztwo. Natomiast świeckie ujęcie nie musi prowadzić do domagania się zakazu aborcji, jako że uzasadnienie świętości życia wiąże się ze światopoglądem. Istnieje pogląd, zgodnie z którym jeśli proces powstawania nowej osoby będzie tak zaburzony, że doprowadzi do powstania osoby nie mogącej korzystać z dużej części tego, co uznaje się za wartościowe w kulturze, to kontynuowanie tego procesu będzie niegodziwością, od której lepsze będzie przerwanie tego życia. Poglądy różnych obywateli na ten temat mogą być bardzo różne, a liberalne państwo pozostawia swym obywatelom wolność światopoglądową. Sami wybierają oni swe poglądy, swe wyznanie, kierują się własnym sumieniem, mogą kierować się różnymi własnymi poglądami również na tę kwestię. Dworkin jednocześnie uznaje aborcję za zło i przyznaje kobiecie prawo decydowania o kontynuacji ciąży bądź nie w zgodzie z tym, jaki pogląd sama ciężarna przyjmuje.

## Świętość a koniec życia
Pojęcie świętości życia używane jest w argumentacji dotyczącej dopuszczalności eutanazji. Instrukcja dla rodzącego się życia i godności jego przekazywania jako jedynego władcę życia człowieka wskazuje Boga, co przekreśla prawo innych ludzi i samego zainteresowanego do zakończenia życia ludzkiego, co byłoby świętokradztwem. Również świeckie ujęcie świętości życia dostrzega moralny problem z eutanazją, jak też samobójstwem. Pacjent w trwałym stanie wegetatywnym nie posiada żadnych preferencji, nic nie czuje, pomimo tego przypisuje się jego życiu pewną wartość. Z drugiej strony skupienie się na biologicznych aspektach świętości życia wiąże się z większym rygoryzmem moralnym w sprawie dopuszczalności aborcji, a większym przyzwoleniem, jeśli chodzi o eutanazję. Zwracają bowiem uwagę, że podtrzymywanie życia człowieka nieodwracalnie pozbawionego świadomości za pomocą wyrafinowanej technologii nijak ma się do wartości naturalnego życia ludzkiego. Z drugiej strony osoby dostrzegające w większym stopniu aspekty kulturowe również mogą opowiadać się bardziej za legalizacją eutanazji, niż aborcji, stosując podobne rozumowanie. Brak możliwości kultywowania swego istnienia, nadawania mu znaczenia i wartości, wraz z cierpieniem wynikającym z choroby redukują życie do zwykłego procesu biologicznego, podobnie jak brak świadomości. W takim ujęciu eutanazja będzie wyrażać afirmację świętości życia. Tak więc w zależności od światopoglądu świętość życia może wiązać się ze sprzeciwem wobec eutanazji bądź jej akceptacją. Podobnie ma się sprawa w przypadku wspomaganego samobójstwa. Jakiekolwiek rozwiązania prawne problemu dopuszczalności eutanazji będą więc stały w sprzeczności z rozumieniem świętości życia przez część obywateli podlegających temu prawu, którym przysługuje wolność sumienia i wolność wyznania. Kazimierz Szewczyk dostrzega tu potrzebę częściowego konsensusu.